# Leah Pinsent
Leah Pinsent King (Toronto, 20 de septiembre de 1968) es una actriz canadiense. 
Conocida por haber interpretado a Verónica Miller en Made in Canada. Es hija de los también actores Gordon Pinsent (1930-2023) y Charmion King (1925-2007), actriz de la época contemporánea canadiense 2000-2022.

## Biografía
Pinsent debutó en el cine en 1984 con The Bay Boy, conocida por ser la primera película de Kiefer Sutherland, papel que le valió una nominación al Genie a la mejor actriz de reparto. Su siguiente papel fue en la película de terror de 1986 April Fool's Day, junto a Thomas F. Wilson y Griffin O'Neal.
Es quizás más conocida por sus papeles televisivos como la contable de producción Veronica Miller en la serie de comedia dramática Made in Canada y la presentadora de noticias Diane Gordon en More Tears y Escape from the Newsroom.Su segundo papel en el cine fue el de Nan en April Fool's Day, una película de 
terror con elementos de comedia negra, rodada en Columbia Británica en 1986. Su carrera posterior se ha centrado en las series televisivas, rodando episodios de ReGenesis o 18 to Life.

## Filmografía
| Año  | Título                   | Personaje            | Notas        |
| ---- | ------------------------ | -------------------- | ------------ |
| 1984 | The Bay Boy              | Saxon Coldwell       |              |
| 1986 | April Fool's Day         | Nan                  |              |
| 1990 | Brutal Glory             | Julia Woodruff       | Video        |
| 1996 | Dick Richards            | Actress at Starbucks | Cortometraje |
| 1996 | Virus                    | Larraine Keller      |              |
| 2000 | Waking the Dead          | Reportera            |              |
| 2002 | A Promise                | Emily                | Cortometraje |
| 2006 | 1st Bite                 | Rose                 |              |
| 2008 | Eating Buccaneers        | Vanessa              |              |
| 2011 | The Bend                 | Mrs. Campbell        |              |
| 2014 | Big News from Grand Rock | Jane Davis           |              |
| 2014 | Wet Bum                  | Mary Ellen           |              |

| Año  | Título                                   | Personaje            | Notas                                   |
| ---- | ---------------------------------------- | -------------------- | --------------------------------------- |
| 1988 | Shades of Love: The Emerald Tear         | Jayne Manley         | Película Para TV                        |
| 1988 | Glory Enough for All                     |                      | Película para TV                        |
| 1990 | The Little Kidnappers                    | Kirsten MacKenzie    | Película para TV                        |
| 1991 | Haute tension                            | Amy                  | Episodio: "Frontière du crime"          |
| 1991 | Tropical Heat                            | Karen Getwell        | Episodio: "This Year's Model"           |
| 1992 | Beyond Reality                           | Jennifer             | Episodio: "Master of Darkness"          |
| 1992 | Murder, She Wrote                        | Louise Thayer        | Episodio: "Murder in Milan"             |
| 1994 | Side Effects                             | Dr. Samantha Budd    | Episodio: "The Last Rights"             |
| 1997 | Lies He Told                             |                      | Película para TV                        |
| 1997 | Psi Factor: Chronicles of the Paranormal | Olivia Vega          | Episodio: "The 13th Floor/The Believer" |
| 1998 | More Tears                               | Diane                | Serie                                   |
| 1998 | Made in Canada                           | Veronica             | 65 episodios                            |
| 1999 | Win, Again!                              | Julie                | Película para TV                        |
| 2000 | 20.13 - Mord im Blitzlicht               | Eve                  | Película para TV                        |
| 2001 | All Souls                                | Dr. Elizabeth Baines | Episodio: "One Step Closer to Roger"    |
| 2001 | Rough Air: Danger on Flight 534          |                      | Película para TV                        |
| 2002 | Escape from the Newsroom                 | Diane                | Película para TV                        |
| 2005 | Funpak                                   | Jenny Florence       | Serie                                   |
| 2005 | This Is Wonderland                       | Brooke Ryder         | Episodio: "2.12"                        |
| 2005 | Our Fathers                              | Marge Magnus         | Película para TV                        |
| 2005 | Burnt Toast                              | Julie                | Película para TV                        |
| 2006 | Heyday!                                  | Movie Queen          | Película para TV                        |
| 2006 | Puppets Who Kill                         | Muffy                | Episodio: "The Hostage"                 |
| 2007 | Grossology                               | Emily (voz)          | Episodio: "Vein Drain"                  |
| 2007 | ReGenesis                                | Dr. Ann Turnbull     | 5 episodios                             |
| 2010 | Love Letters                             | Melissa              | Película para TV                        |
| 2010 | Republic of Doyle                        | Det. Sheila Lang     | Episodio: "The One Who Got Away"        |
| 2011 | 18 to Life                               | Serena Manson        | Episodio: "Sleepless in the Attic"      |
| 2011 | Murdoch Mysteries                        | Mrs. Irvin           | Episodio: "Bloodlust"                   |
| 2012 | Sunshine Sketches of a Little Town       | Miss Cleghorn        | Película para TV                        |